# Ниджгори
Ниджгори (груз. ნიჯგორი) — село в Грузии, на территории Аспиндзского муниципалитета края (мхаре) Самцхе-Джавахети.

## География
Село находится в южной части Грузии, на правом берегу реки Куры, на расстоянии приблизительно 7 километров (по прямой) к югу от посёлка городского типа Аспиндза, административного центра муниципалитета. Абсолютная высота — 1136 метров над уровнем моря.

## Население
По результатам официальной переписи населения 2014 года, в Ниджгори проживало 294 человека (150 мужчин и 144 женщины). В национальной структуре населения грузины составляли 98,6 %, армяне — 1 %, русские — 0,4 %.
| Год  | Население, человек |
| ---- | ------------------ |
| 2002 | 375                |
| 2014 | ↘ 294              |